# BI-11
La  BI-11  o Acceso a Bilbao por el Norte (Asua-Enekuri) es un acceso vial de doble calzada en Vizcaya, y forma la parte interior occidental del «anillo de Bilbao». Anteriormente la denominación era  BI-604 , la Diputación de Vizcaya ha modificado en el año 2019, la nomenclatura a la  BI-11 .
Empieza en el barrio Ibarrekolanda, donde enlaza una rotonda pequeña que va con la calle Ibarrekolanda con el viaducto de longitud 400 metros, con el enlace de la carretera  BI-3741  a Uríbarri a través del Monte San Pablo y termina en el barrio Fano con el enlace de la circunvalación norte de Bilbao ( BI-30 ). Se prolonga como carretera hasta la Rotonda de la Cadena, en Asua enlaza con varias carreteras  BI-735 ,  BI-2704  y  BI-737 .

## Tramos
| Denominación | Tramo                             | Año servicio | km  |
| ------------ | --------------------------------- | ------------ | --- |
| BI-11        | Fano BI-30 - Enekuri              | 1998         | 1,7 |
| BI-11        | Enekuri - Puente de Ibarrekolanda | 2008         | 0,7 |
| BI-11        | Puente de Ibarrekolanda           | 2002         | 0,7 |